# Munkombwe
Munkombwe è un ward dello Zambia, parte della Provincia di Luapula e del Distretto di Nchelenge.